# Langarud
Langarud (persiska لنگرود) är en stad i nordvästra Iran. Den ligger i provinsen Gilan och har cirka 80 000 invånare.